# Đình Tú Thị
Đình Tú Thị là di tích kiến trúc nghệ thuật cấp quốc gia của Việt Nam, thuộc phường Hàng Gai, quận Hoàn Kiếm, Hà Nội. Di tích này được công nhận năm 2012.